# Бражко, Владимир Владимирович
Влади́мир Влади́мирович Бражко́ (укр. Володимир Володимирович Бражко; род. 23 января 2002, Запорожье) — украинский футболист, полузащитник киевского «Динамо» и сборной Украины. Участник чемпионата Европы 2024.

## Клубная карьера
Родился в Запорожье. Воспитанник футбольной школы местного «Металлурга», в 2016 году перебрался в академию киевского «Динамо». С 2019 года играл за юношескую команду (U-19) клуба, а начиная с сезона 2019/20 начал привлекаться ещё и к матчам молодёжной (U-21) команды. Выступал в составе «Динамо» в Юношеской лиге УЕФА, в которой дебютировал 14 сентября 2021 в победном (4:0) поединке 1-го тура группового этапа против лиссабонской «Бенфики». Вышел на поле в стартовом составе, на 65-й минуте отличился голом с пенальти, а на 90-й минуте его заменил Дмитрий Мельниченко. В сезоне 2021/22 годов сыграл 7 матчей и отличился 3-мя голами в Юношеской лиге УЕФА. На национальном уровне в сезоне выступал за «Динамо» U-19. Также привлекался к товарищеским матчам первой команды. В «Динамо» дебютировал 14 апреля 2022 в победном (3:1) товарищеском выездном поединке против «Галатасарая». Бражко вышел на поле на 82-й минуте, заменив Виктора Цыганкова. Однако в официальных турнирах в составе киевлян не играл.
18 июля 2022 вместе с одноклубниками Николаем Михайленко и Романом Вантухом отправился в двухлетнюю аренду в «Зарю». На официальном уровне дебютировал 23 августа 2022 в победном (3:1) домашнем поединке 1-го тура Премьер-лиги Украины против полтавской «Ворсклы». Вышел на поле на 85-й минуте, заменив Егора Назарину. Первым голом в составе «Зари» отличился 3 сентября 2022 на 70-й минуте победного (3:2) домашнего поединка 3-го тура Премьер-лиги против киевского «Динамо». Бражко вышел на поле на 63-й минуте, заменив Дмитрия Мишнёва.

## Карьера в сборной
Выступал за юношеские сборные Украины разных возрастов (U-15, U-16 и U-17).
С 2020 года вызывался в молодёжную сборную Украины. В составе молодёжной сборной Украины (до 21 года) принял участие в Чемпионате Европы по футболу среди молодёжных команд 2023, на котором команда дошла до полуфинала.
22 марта 2024 года дебютировал за национальную сборную в стыковом отборочном матче на чемпионат Европы 2024 против Боснии и Герцеговины, который завершился победой Украины со счётом 1:2.
Участник чемпионата Европы по футболу 2024 года. Принял участие во всех трёх матчах сборной Украины на турнире.

## Достижения

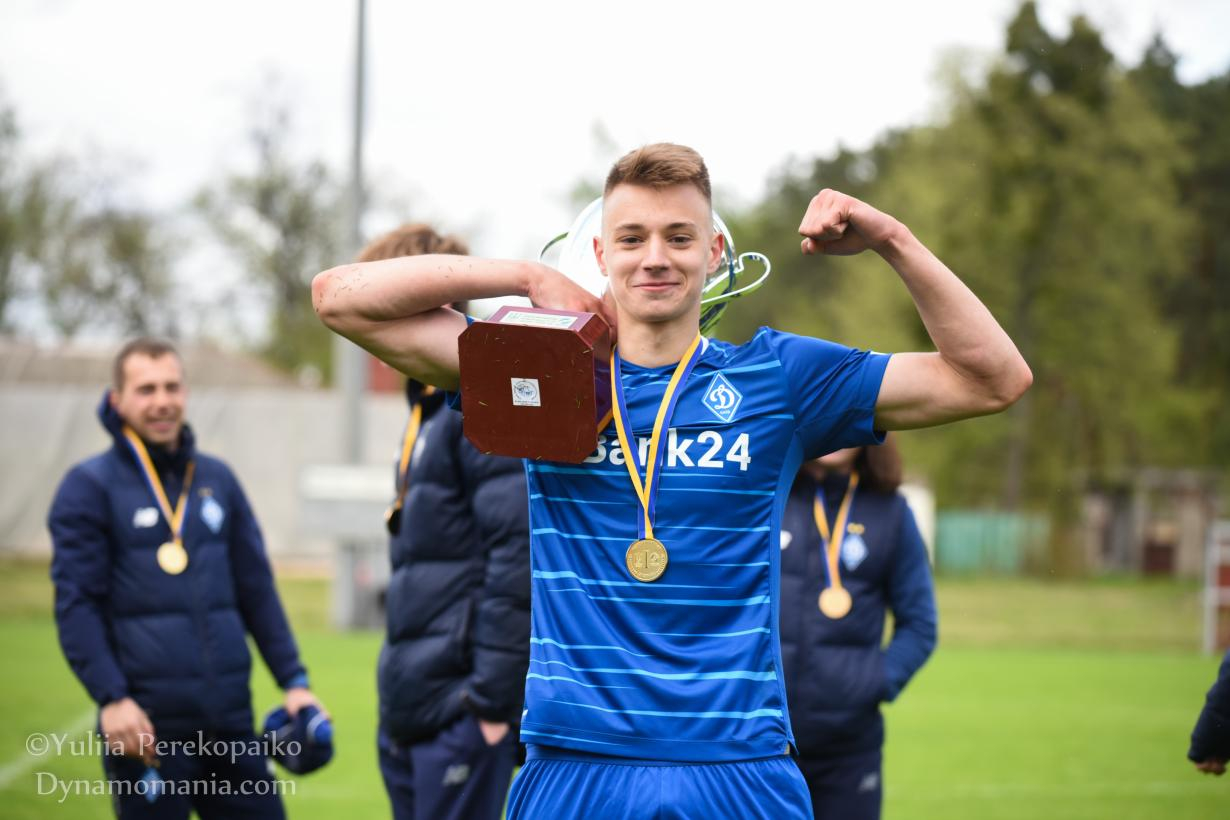
Во время празнования победы в молодёжном чемпионате Украины сезона 2020/21

### Командные
«Заря» (Луганск)
- Бронзовый призёр чемпионата Украины: 2022/23

«Динамо» (Киев)
- Чемпион Украины: 2024/25
- Серебряный призёр чемпионата Украины: 2023/24

Сборная Украины
- Бронзовый призёр молодёжного чемпионата Европы: 2023

### Личные
- Лучший футболист месяца украинской Премьер-лиги (2): ноябрь 2023, сентябрь 2024